# Crinum parvibulbosum
Crinum parvibulbosum là một loài thực vật có hoa trong họ Amaryllidaceae. Loài này được Dinter ex Overkott mô tả khoa học đầu tiên năm 1954.